# 夏の細部
「夏の細部」(なつのさいぶ)は、Base Ball Bearが2025年8月6日に配信したシングルである。

## 概要
Base Ball Bearの2025年第1弾作品としてリリース。
前作『tobu_tori_』から約8ヶ月振りの作品。

## 解説
本作は、コント・演劇ユニットであるダウ90000が2024年9月に行った第6回演劇公演・『旅館じゃないんだからさ』の主題歌として書き下ろされていた。しかし2024年内にはリリースされず、2025年8月に1年越しにリリースされた。

## 収録曲
| #  | タイトル     | 作詞     | 作曲・編曲 |
| -- | ------------ | -------- | ---------- |
| 1. | 「夏の細部」 | 小出祐介 | 小出祐介   |